# 滕紹英
滕紹英，五代十国南汉官员。
当時南唐烈祖的生日作为仁壽節，南汉高祖每年遣使前去进賀，使臣包括郑翱等人。南汉殇帝即位后，选擇使臣修睦之前的成例，朝臣都推荐滕紹英有專對之才，滕紹英于是应命前往南唐。滕紹英的官爵史书没有记载。